# Ivan DuPasquier
Pour les articles homonymes, voir DuPasquier.
Ivan DuPasquier, né le 23 novembre 1961 à Neuchâtel, est un ancien joueur de tennis professionnel suisse.

## Carrière
Il décroche le titre de champion de Suisse junior en 1978. En août 1980, il crée la surprise en remportant à 18 ans seulement le championnat de Suisse sur terre battue, avec un statut de tête de série n°14. Il avait auparavant aussi remporté les championnats en salle en février. Il devient n°3 suisse derrière Heinz Günthardt et Roland Stadler à l'issue de la saison. En 1982, il passe n°2.
En 1981, engagé dans une rencontre de Coupe Davis, les organisateurs de l'US Open lui accordent un statut de Special Exempt qui lui permet d'éviter de jouer les qualifications. Il joue donc l'unique match de sa carrière dans un tableau d'un tournoi du Grand Chelem en simple, il perd contre Mark Edmondson (6-3, 6-2, 6-1). Il a aussi il a participé au tournoi de Roland Garros en double avec Christophe Roger-Vasselin en 1982.
Il se révèle lors de sa tournée asiatique en 1981. Il atteint en effet les quarts de finale à Taïwan avec une victoire sur Chris Lewis, puis la finale à Manille en étant à chaque fois issu des qualifications. Dans les tournois Challenger, il compte deux finales en double : Bari en 1982 et Galatina en 1983. Victime d'une déchirure musculaire à la cuisse fin 1982, il reprend la compétition en avril 1983 puis met un terme à sa carrière à la fin de la saison.
Il intègre l'équipe de Suisse de Coupe Davis en 1980 et participe à trois rencontres : deux simples sans enjeu contre l'Italie en 1980 et lors des barrages contre le Mexique en 1981, et troisième remporté en quatre sets contre un Marocain en quart de finale de la zone Europe en 1982. Il est ensuite évincé de l'équipe à cause de ses mauvais résultats au Championnat de Suisse (battu en quarts par Markus Günthardt), il est remplacé par le jeune espoir Jakob Hlasek.

## Palmarès

### Finale en simple messieurs
| No | Date       | Nom et lieu du tournoi      | Catégorie  | Dotation | Surface      | Vainqueur       | Score    |  |
| -- | ---------- | --------------------------- | ---------- | -------- | ------------ | --------------- | -------- |  |
| 1  | 23-11-1981 | Manille Grand Prix, Manille | Grand Prix | 75 000 $ | Terre (ext.) | Ramesh Krishnan | 6-4, 6-4 |  |

## Parcours dans les tournois duGrand Chelem

### En simple
| Année | Open d'Australie | Open d'Australie | Internationaux de France | Internationaux de France | Wimbledon | Wimbledon | US Open         | US Open     |
| ----- | ---------------- | ---------------- | ------------------------ | ------------------------ | --------- | --------- | --------------- | ----------- |
| 1981  | —                | —                | —                        | —                        | —         | —         | 1er tour (1/64) | M. Edmonson |

N.B. : à droite du résultat se trouve le nom de l'ultime adversaire.

### En double
| Année | Open d'Australie | Open d'Australie | Internationaux de France                                                                | Internationaux de France | Wimbledon | Wimbledon | US Open | US Open |
| ----- | ---------------- | ---------------- | --------------------------------------------------------------------------------------- | ------------------------ | --------- | --------- | ------- | ------- |
| 1982  | —                | —                | 1er tour (1/32) C. Roger-Vasselin \|\| style="text-align:left;" \| F. González R. Moore | —                        | —         | —         | —       |         |

N.B. : à droite du résultat se trouve le nom de l'ultime adversaire.